# أبو ليلى بن فدكي
أبو ليلى بن فدكي بن أعبد بن أسعد المنقري السعدي التميمي (20 ق هـ - 40 هـ / 602م - 660م) من فرسان العرب في الجاهلية والإسلام، وكان أبوه فدكي بن أعبد المنقري فارس بني سعد من بني تميم في الجاهلية، أدرك أبو ليلى الإسلام وأسلم وشهد الفتوحات الإسلامية في العراق مع خالد بن الوليد والقعقاع بن عمرو التميمي، وكان من قادة المسلمين في حروبهم ضد الفرس وشهد معهم معركة الحصيد، ومعركة المصيخ وغيرها. ولا يعرف اسمه، إنما اشتهر بكنيته وعُرَف بها، وهو أخو القائد أعبد بن فدكي المنقري. وخال الصحابي عمرو بن الأهتم.

## اسمه ونسبه
- هو: أبو ليلى بن فدكي بن أعبد بن أسعد بن منقر بن عبيد بن مقاعس بن عمرو بن كعب بن سعد بن زيد مناة بن تميم بن مر المنقري المقاعسي السعدي التميمي ولا يعرف اسمه إنما يعرف بكنيته أبو ليلى.[4]